# Ivry Gitlis

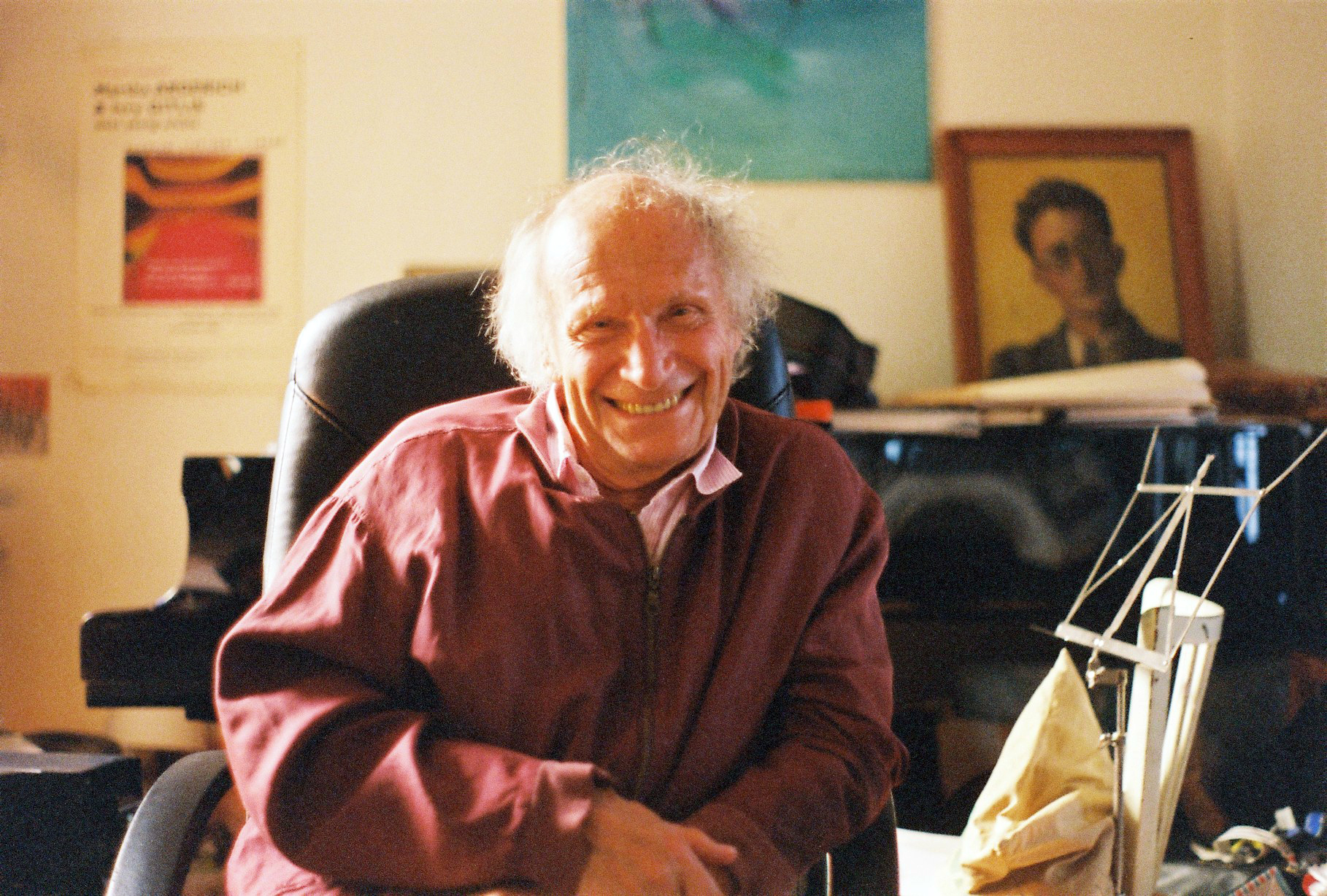
Ivry Gitlis (2010)

Ivry Gitlis (hebräisch עברי גיטליס; * 25. August 1922 in Haifa, Völkerbundsmandat für Palästina; † 24. Dezember 2020 in Paris) war ein israelisch-französischer Geiger.

## Leben
Gitlis stammte aus einer Familie ukrainischer Einwanderer aus Kamjanez-Podilskyj; seine Mutter war Sängerin, sein Großvater Kantor. Im Alter von sechs Jahren erhielt er ersten Unterricht. Mit neun Jahren gab er erste Konzerte, mit zehn Jahren wurde Bronisław Huberman auf ihn aufmerksam und sorgte dafür, dass er zu weiteren Studien nach Paris geschickt wurde. Dort erhielt er Unterricht bei gleich drei berühmten Geigern, Carl Flesch, George Enescu und Jacques Thibaud. Während des Zweiten Weltkriegs gelang seiner Mutter und ihm die Flucht nach England, wo er zunächst in einem Rüstungsbetrieb arbeitete, danach engagierte er sich mit zahllosen Konzerten in der Truppenbetreuung.
Mitte der 1950er Jahre nahm er Standardwerke der Violinliteratur mit den Wiener Symphonikern (a.k.a. Pro Arte Orchestra) auf,  die Violinkonzerte von Peter Tschaikowski, Max Bruch, Felix Mendelssohn Bartholdy und Jean Sibelius, aber auch das 2. Violinkonzert von Béla Bartók sowie dessen Solosonate für Violine.
In diesen Jahren wurde er zu einem Vertreter der neuen und neuesten Musik mit einer Hörerschaft in den intellektuellen Pariser Existenzialistenkreisen. In den 1960er Jahren folgten Aufnahmen der Violinkonzerte 1 und 2 von Paganini, aber auch Aufnahmen von Violinkonzerten der klassischen Moderne, etwa von Igor Strawinski, Paul Hindemith und Alban Berg (auch dessen Konzert für Violine, Klavier und Bläser). 1965 kam es zu einem Auftritt mit den Berliner Philharmonikern mit Bartóks 1. Violinkonzert.
Im Mai 1968 spielte er mit Martha Argerich in Paris auf der Straße. 1968 trat er gemeinsam mit Yoko Ono in deren Dirty-Mac-Project beim Rolling Stones Rock and Roll Circus auf  (auf DVD wiederveröffentlicht).
1971 spielte er die Uraufführung des Solostücks Piece for Ivry von Bruno Maderna, 1972 die Uraufführung eines Solostücks von Iannis Xenakis. 1972 nahm er an einer großen Konzertreihe in Tel Aviv zur Erinnerung an Bronisław Huberman teil, zu der sich die damalige Weltelite der Geiger traf, u. a. die jungen Pinchas Zukerman und Itzhak Perlman. Wiederum spielte er Bartóks 1. Violinkonzert.
1980 erschien seine Autobiographie in französischer Sprache. 1988 wurde er Botschafter der UNESCO.
In den 1990er Jahren erschien eine CD in Japan. Hochbetagt gab er im Mai 2001 Konzerte mit Martha Argerich, bei denen er die Kreutzer-Sonate von Ludwig van Beethoven und die Violinsonaten von César Franck und Claude Debussy spielte. Noch im Juli 2013 gab er ebenfalls mit Martha Argerich ein Konzert in Essen, in dem er die Violinsonate von Franck sowie zwei Zugaben von Kreisler (Liebesleid und Schön Rosmarin) spielte.
Am 29. September 2016 wirkte er mit dem Violinsolo aus der Filmmusik von John Williams zu Schindlers Liste an der offiziellen Gedenkfeier zum 75. Jahrestag des Massakers von Babyn Jar in Kiew mit.
Er spielte eine Stradivari mit dem Beinamen „Sancy“ von 1713.
Gitlis lebte seit Ende der 1960er Jahre in Paris. Er starb dort im Dezember 2020 im Alter von 98 Jahren.